# Onthophagus zumpti
Onthophagus zumpti là một loài bọ cánh cứng trong họ Bọ hung (Scarabaeidae).